# Artigues-près-Bordeaux
 Artigues-près-Bordeaux  es una población y comuna francesa, situada en la región de Aquitania, departamento de Gironda, en el distrito de Burdeos y cantón de Cenon.

## Demografía
| 775 | 966 | 1499 | 2723 | 5530 | 5984 |
| Para los censos de 1962 a 1999 la población legal corresponde a la población sin duplicidades (Fuente: INSEE [Consultar]) |     |      |      |      |      |